# Feuerwiderstand
Der Feuerwiderstand (auch Brandwiderstand) bzw. die Feuerwiderstandsklasse eines Bauteils steht für die Dauer, während der ein Bauteil bei einem Normbrand seine Funktion beibehält. Dabei werden je nach geprüftem Bauteil definierte Anforderungen u. a. an die Tragfähigkeit, den Raumabschluss oder die Wärmedämmung gestellt.
Die Feuerwiderstandsdauer einiger bewährter Konstruktionen wird beispielsweise in Teil 4 der deutschen DIN 4102 katalogisiert. Die hier aufgeführten Bauteile und Baustoffe können ohne einen Brandversuch eingesetzt und verwendet werden. Im Rahmen der Erstellung der Verwendbarkeitsnachweise sind normalerweise Brandprüfungen durchzuführen. Die Verwendbarkeit von normativ nicht abgebildeten Konstruktionen und solchen, die auch über einen Brandversuch nicht ausreichend klassifiziert werden können, kann in Deutschland über eine allgemeine bauaufsichtliche Zulassung, ein allgemeines bauaufsichtliches Prüfzeugnis oder durch eine Zustimmung im Einzelfall nachgewiesen werden.

## Einteilung der Bauteile nach Feuerwiderstandsklassen
Der Feuerwiderstand bildet zusammen mit anderen Kriterien die Feuerwiderstandsklasse eines Bauteils. So muss beispielsweise eine einflügelige (Feuerschutz-)Tür die Feuerwiderstandsfunktion auch nach einer festgelegten Anzahl von Öffnungs- und Schließvorgängen (in diesem Fall 200.000 Zyklen) erfüllen. Manchmal ist ein Bewitterungstest vor der Brandprüfung vorgeschrieben.
Vom Feuerwiderstand bzw. der Feuerwiderstandsklasse eines kompletten Bauteils ist das Brandverhalten der Baustoffe zu unterscheiden, aus denen sich ein Bauteil zusammensetzt. Das Brandverhalten der Baustoffe wird in verschiedene Baustoffklassen nach DIN 4102-1 und EN 13501-1 unterteilt. Es wird unterschieden zwischen brennbaren und nicht brennbaren Baustoffen. Die Art der Überwachung bzw. des zu erbringenden Nachweises für Bauprodukte richtet sich nach den Bauregellisten. Für Bauprodukte, die nicht in der Bauregelliste A Teil 1 oder B Teil 1 aufgeführt und an die Anforderungen an den Brandschutz gestellt werden, wird auf europäischer Ebene und in Deutschland in der Regel eine Fremdüberwachung und Zertifizierung des Bauprodukts durch eine notifizierte Stelle (europäisch) bzw. eine anerkannte Prüf-, Überwachungs- und Zertifizierungsstelle (Deutschland) gefordert.
Um ein Bauteil entsprechend seinem Feuerwiderstand zu klassifizieren, ist (mit Ausnahme von in der DIN 4102-4 aufgeführten Bauteilen und Baustoffen) eine Prüfung des Brandverhaltens notwendig. Die Prüfung des Brandverhaltens erfolgt in Europa auf Grundlage europäisch harmonisierten Normen (z. B. EN 13501ff., EN 1363ff. oder EN 13823 zum SBI (Single Burning Item Test)) oder in Deutschland nach nationalen Normen (DIN 4102-2 oder 4102-14). Eine Klassifizierung der Bauteile in Feuerwiderstandsklassen erfolgt auf Grundlage der Ergebnisse nach der nationalen DIN 4102 oder der europäischen EN 13501.
Anforderungen, die an ein Bauteil gestellt werden, ergeben sich aus der jeweils geltenden Landesbauordnung (LBO) bzw. der Musterbauordnung (MBO).
Das montierte Bauteil muss nachweisbar aus normgerechtem und überwachtem Material bestehen. Des Weiteren ist es zwingend notwendig, die Toleranzen der einschlägigen Zulassung (Beispielsweise die Anforderungen an die Mindestdicken in der DIN 4102-4) einzuhalten. Zum Beispiel: Eine Decke, die aus einem spezifizierten Beton besteht, welche einen 120-Minuten-Feuerwiderstand erreicht hat und in der Stärke 120 mm geprüft wurde, darf nicht unter dieser Stärke eingesetzt werden, wenn diese Feuerwiderstandsklasse beim Bau verlangt wurde. Derartige Toleranzen, wie zum Beispiel die Mindestdicke eines Materials, sind Teilbestand der bauamtlichen Zulassung. Die Klassifizierung wird im Bau auch nur dann erreicht, wenn die Montage des zugelassenen Produktes innerhalb der Toleranzen der Zulassung erfolgt. Die Zulassung muss zur Zeit der Montage des Produktes auf der Baustelle gültig sein.

### DIN 4102-2
Feuerwiderstandsklassen nach DIN 4102-2 und Benennung nach MBO sind:
| Feuerwiderstandsklasse Kurzbezeichnung | Funktionserhalt über | deutsche bauaufsichtliche Benennung |
| -------------------------------------- | -------------------- | ----------------------------------- |
| F30                                    | 30 Minuten           | feuerhemmend                        |
| F60                                    | 60 Minuten           | hochfeuerhemmend                    |
| F90                                    | 90 Minuten           | feuerbeständig                      |
| F120                                   | 120 Minuten          | hochfeuerbeständig                  |
| F180                                   | 180 Minuten          | höchstfeuerbeständig                |

Bestimmte Bauteile haben eigene Kennbuchstaben, welche anstatt des allgemeinen „F“ benutzt werden und in den ihr zugeschriebenen Teilen der DIN 4102 beschrieben:
- F: Wände, Decken, Gebäudestützen und -unterzüge, Treppen
- F: Brandschutzverglasung. (F-Verglasung: Verhinderung der Ausbreitung von Feuer und Rauch und des Durchtritts von Wärmestrahlung)
- T: Feuerschutzabschlüsse (Türen, Tore und Klappen)
- G: Brandschutzverglasung (G-Verglasung: Verhinderung der Ausbreitung von Feuer und Rauch, der Durchtritt von Wärmestrahlung wird behindert, aber nicht verhindert)
- L: Lüftungsleitungen
- E: Funktionserhalt von elektrischen Kabelanlagen
- I: Installationsschächte und -kanäle sowie Abschlüsse ihrer Revisionsöffnungen
- K: Absperrvorrichtungen in Lüftungsleitungen (z. B. Brandschutzklappen)
- R: Rohrabschottung und Rohrummantelungen
- S: Kabelabschottungen
- W: Nichttragende Außenwände einschließlich Brüstungen und Schürzen

Durch Anhängen der Kennung für das Brandverhalten der Baustoffe kann ein Bauteil weiter spezifiziert werden. So bezeichnet zum Beispiel die Klasse F30-B ein Bauteil der Feuerwiderstandsklasse F30, das in seinen wesentlichen (tragenden) und übrigen Teilen aus brennbaren Stoffen hergestellt ist. Die Klasse F60-AB beschreibt ein Bauteil, das nur in seinen tragenden Teilen aus nichtbrennbaren Stoffen besteht.
Trennwände in Gebäuden der Gebäudeklasse 4 müssen zum Beispiel in der Regel F60 erfüllen, Türen in diesen Wänden T30.
Brandwände müssen zum einen eine Feuerwiderstandsdauer von F90 besitzen und darüber hinaus mechanischen Stoßprüfungen widerstehen, geregelt in DIN 4102-3.

### EN 13501
Als europäische Norm wurde die EN 13501 eingeführt. Teil 2 der Norm behandelt die Feuerwiderstandsklassen. Die Klassifizierungszeiten der DIN 4102-2 (30, 60, 90, 120 und 180 Minuten) werden zusätzlich mit den Zeiten 10, 15, 20, 45, 240 und 360 Minuten ergänzt.
Die Leistungseigenschaften der Bauteile werden im Einzelnen mit folgenden Buchstaben abgekürzt:
- R (Résistance): Tragfähigkeit; kein Verlust der Standsicherheit
- E (Etanchéité): Raumabschluss; Verhinderung des Feuer- oder Gasdurchtritts auf die unbeflammte Seite
- I (Isolation): Wärmedämmung (unter Brandeinwirkung); Begrenzung der Übertragung von Wärme auf die dem Feuer abgewandte Seite
- W (Radiation; ursprünglich Watt): Wärmestrahlung; Begrenzung des Durchtritts der Wärmestrahlung auf die abgewandte Seite
- S (Smoke): Rauchdichtheit; Begrenzung des Rauchdurchtritts in abgeschlossenen Räumen
- M (Mechanical): Mechanische Einwirkung; Stoßbeanspruchung auf die Wand
- C (Closing): Selbstschließend; für Rauchschutztüren und andere Feuerschutzabschlüsse
- G: Rußbrandbeständigkeit für Abgasanlagen
- K: Brandschutzwirkung; Schutz vor Entzündung oder Verkohlung, für Wand- oder Deckenbekleidung

Dazu kommen Angaben zur Richtung der Feuerwiderstandsdauer (z. B. i → o, von innen nach außen bei nichttragenden Außenwänden) oder zu Prüfbedingungen (z. B. konstante Brandbeanspruchung bei 500 °C (r)).
Eine Wand der Feuerwiderstandsklasse F90 nach DIN 4102 beispielsweise wird nach EN 13501 als REI 90 bezeichnet. Soll diese Wand als Brandwand ausgeführt werden, muss sie die Klassifikation REI 90-M besitzen (Zusatzkriterium Stoßbeanspruchung für die Brandwand).
Beispiel für eine Klassifizierung nach EN 13501-2: Die Standsicherheit wird von einer tragenden Wand über eine Dauer von 200 Minuten aufrechterhalten, der Raumabschluss über einen Zeitraum von 110 Minuten und die Wärmedämmung über 44 Minuten. Alle Eigenschaften werden auch unter Stoßbeanspruchung gewährleistet. Die Klassifizierung dieses Bauteils lautet: R 180 / RE 90 / REI 30 / REI-M.
In Deutschland ist die DIN EN 13501 mit den Teilen 1 und 2 in die Bauregelliste 2002/1 ff. (Bauregelliste A Teil 1 Anlage 0.1.2) eingeführt worden.

### International
International gibt es hier viele Varianten mit vielfältigen Anforderungen für fast unzählige Bauteile.
In Kanada zum Beispiel legt das kanadische Institut für Bauforschung (Institute for Research in Construction, ein Teil des National Research Council of Canada, Herausgeber der kanadischen Musterbauordnung NBC) besondere Anforderungen für Abschottungen für Plastikrohre fest. Durch den möglicherweise hohen Temperaturunterschied zwischen Innen- und Außentemperaturen (zum Beispiel +20 °C innen und −40 °C draußen vor der Brandentwicklung), verlangt die kanadische Prüfungsnorm, deren Anwendung in der kanadischen MBO zwingend vorgeschrieben ist, einen positiven Ofendruck von >50 Pa. Dabei müssen im Prüfstand Hauben aufgesetzt werden, in denen der Überdruck künstlich hergestellt wird. Nach erfolgreichem Abschluss der Brandprüfung wird das Schott ggfs. zusätzlich mit einem 30-PSI-Löschwassertest über eine bestimmte Zeitspanne belastet.
In den USA dürfen bestimmte Brandschutztüren sogar während der Brandprüfung aufklaffen, allerdings nur geringfügig.

### Länder ohne Zulassungspflicht
Einzigartig im internationalen Bauwesen sind England sowie die US-amerikanische Atomindustrie, wo keine Zulassungspflicht besteht. Hier bedient man sich einzig der Prüfungsberichte, welche aber nicht in Zulassungen resultieren, die auf genormte Art und Weise den Prüfungsbericht interpretieren. Im NAFTA-Kernkraftwerk-Bereich ist es sogar üblich, Montageunternehmen die Prüfkörper in der eigenen Werkstatt ohne eine amtliche oder unabhängige Bezeugung anfertigen zu lassen.
Das ist in Deutschland unzulässig. Man bedient sich dort rechtlicher Wege, um die Hersteller und Montageunternehmen vor Gericht im Schadensfalle zur Rechenschaft ziehen zu können. Allerdings ist die Beweisführung deutlich dadurch erschwert, dass die exakte Materialbeschaffenheit des Prüflings nicht bekannt ist, zusätzlich dazu ist ohne genormte Interpretation eines Prüfungsberichtes mit folgender Zulassung die rechtliche Auslegung des selbigen vor Gericht streitbar.

## Normen
- DIN 4102-2 Brandverhalten von Baustoffen und Bauteilen; Bauteile, Begriffe, Anforderungen und Prüfungen.
- DIN 4102-3 Brandverhalten von Baustoffen und Bauteilen; Brandwände und nichttragende Außenwände, Begriffe, Anforderungen und Prüfungen.
- DIN 4102-4 Brandverhalten von Baustoffen und Bauteilen – Teil 4: Zusammenstellung und Anwendung klassifizierter Baustoffe, Bauteile und Sonderbauteile.
- EN 13501-2 Klassifizierung von Bauprodukten und Bauarten zu ihrem Brandverhalten – Teil 2: Klassifizierung mit den Ergebnissen aus den Feuerwiderstandsprüfungen, mit Ausnahme von Lüftungsanlagen.
- Musterbauordnung – MBO – zuletzt geändert durch Beschluss der Bauministerkonferenz vom 13. Mai 2016.